# Mônimo de Siracusa
Mônimo de Siracusa (português brasileiro) ou Mónimo de Siracusa (português europeu) (em grego:  Μόνιμος; século IV a.C.) foi um filósofo cínico de Siracusa.

## Vida
De acordo com Diógenes Laércio, Mônimo era escravo de um cambista de coríntio, ele ouviu falar sobre Diógenes de Sinope de Xeniades, o mestre de Diógenes. A fim de que pudesse se tornar um aluno de Diógenes, Mônimo fingiu ter enlouquecido e começou a atirar dinheiro para a rua até que seu senhor o descartou. Mônimo também conheceu Crates de Tebas.

## Obras
Mônimo tornou-se famoso ao dizer que "tudo é vaidade" (τῦφος, tuphos, literalmente 'névoa' ou 'fumaça'). De acordo com Sexto Empírico, Mônimo era como Anaxarco, porque "comparado coisas existentes a uma pintura e supondo-a parecida com as impressões vividas durante o sono ou a loucura." Ele disse que "era melhor não ter visão do que não ter educação, porque sob a primeira aflição, você cai no chão, sob a última, caia para o subterrâneo profundo", e ele também disse que "a riqueza é o vômito da Fortuna".
Ele escreveu dois livros: Sobre impulsos, e uma Exortação à Filosofia, Mônimo também escreveu algumas piadas misturadas com temas sérios, (presumivelmente relacionadas com o estilo cínico spoudogeloia).